# Монтгомери (Западная Виргиния)
Монтгомери (англ. Montgomery) — город в штате Западная Виргиния (США). Большая часть города находится в округе Фейетт, часть принадлежит округу Канова. По данным переписи за 2010 год число жителей города составляло 1638 человек, по оценке Бюро переписи США в 2015 году в городе проживало 1596 человек. В городе находится Технологический институт университета Западной Виргинии.

## Географическое положение
Монтгомери находится в центре штата Западная Виргиния на берегу реки Канова. По данным Бюро переписи населения США город имеет общую площадь в 4,12 км².

### Транспорт
Через город проходят:
- US 60[англ.] (англ. US Highway 60) идёт вдоль реки Кановы до Голи-Бридж.
- Дорога 6 штата Западная Виргиния[англ.] состоит только из моста Мотгомери через реку Канова, который соединяет US 60 и WV-61.
- Дорога 61 штата Западная Виргиния[англ.] идёт из округа Фейетт в округ Канова.

## История

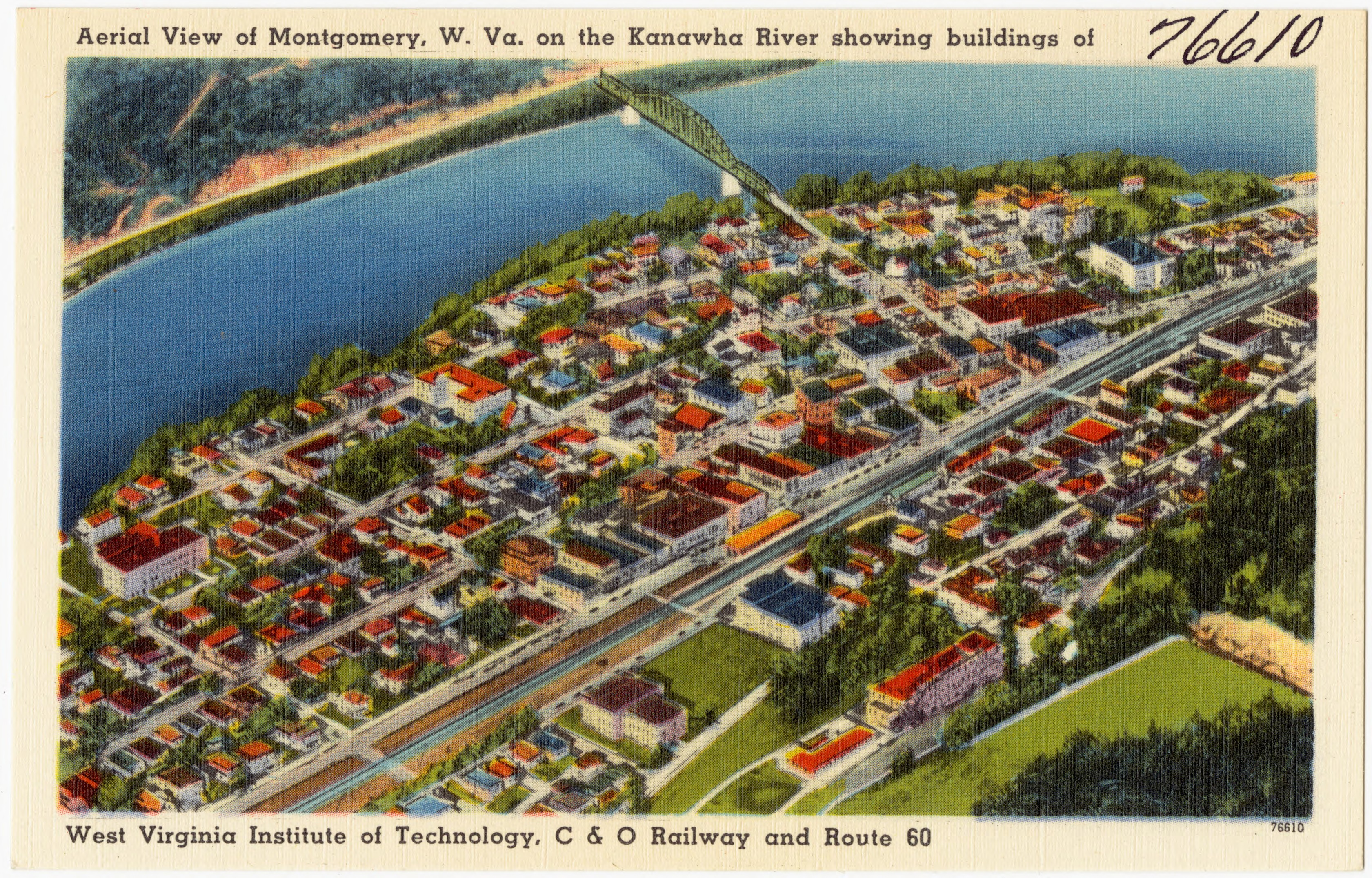
Открытка с видом на Монтгомери

В 1871—1890 годах железнодорожная станция в поселении называлась Канелтон, а сам населённый пункт — Кол-Валли. В 1890 году город был инкорпорирован под названием Монтгомери, в честь Джеймса Монтгомери, одного из первых поселенцев.

## Население
| Год переписи | Нас. |  | %±     |
| ------------ | ---- |  | ------ |
| 1900         | 1594 |  | —      |
| 1910         | 1886 |  | 18,3%  |
| 1920         | 2130 |  | 12,9%  |
| 1930         | 2906 |  | 36,4%  |
| 1940         | 3231 |  | 11,2%  |
| 1950         | 3484 |  | 7,8%   |
| 1960         | 3000 |  | −13,9% |
| 1970         | 2525 |  | −15,8% |
| 1980         | 3104 |  | 22,9%  |
| 1990         | 2449 |  | −21,1% |
| 2000         | 1942 |  | −20,7% |
| 2010         | 1638 |  | −15,7% |
| 2015         | 1596 |  | −2,6%  |

По данным переписи 2010 года население Монтгомери составляло 1638 человек (из них 53,3 % мужчин и 46,7 % женщин), в городе было 645 домашних хозяйств и 302 семей. 969 человек проживают в округе Фейетт, 669 — в округе Канова. На территории города была расположена 838 построек со средней плотностью 205,9 построек на один квадратный километр суши. Расовый состав: белые — 78,3 %, афроамериканцы — 17,4 %, азиаты — 0,5 %.
Население города по возрастному диапазону по данным переписи 2010 года распределилось следующим образом: 12,8 % — жители младше 18 лет, 19,7 % — между 18 и 21 годами, 51,4 % — от 21 до 65 лет и 16,1 % — в возрасте 65 лет и старше. Средний возраст населения — 30,1 лет. На каждые 100 женщин в Монтгомери приходилось 114,1 мужчин, при этом на 100 совершеннолетних женщин приходилось уже 117,8 мужчин сопоставимого возраста.

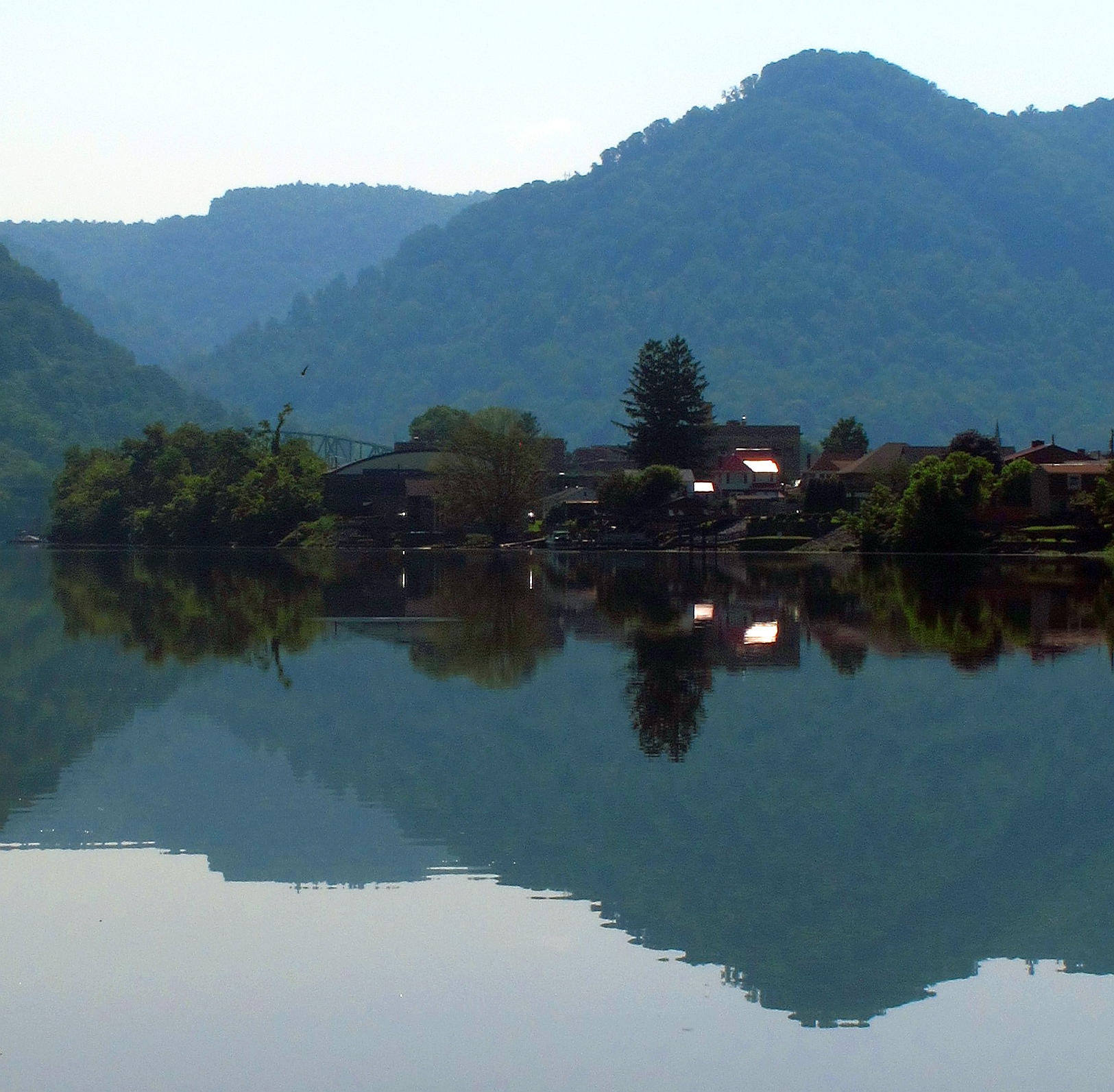
Вид на Монтгомери с реки

Из 645 домашних хозяйств 46,8 % представляли собой семьи: 26,0 % совместно проживающих супружеских пар (7,4 % с детьми младше 18 лет); 16,1 % — женщины, проживающие без мужей и 4,7 % — мужчины, проживающие без жён. 53,2 % не имели семьи. В среднем домашнее хозяйство ведут 1,97 человека, а средний размер семьи — 2,71 человека. В одиночестве проживали 43,7 % населения, 17,2 % составляли одинокие пожилые люди (старше 65 лет).

## Экономика
В 2014 году из 1593 человек старше 16 лет имели работу 636. При этом мужчины имели медианный доход в 52 500 долларов США в год против 32 396 долларов среднегодового дохода у женщин. В 2014 году медианный доход на семью оценивался в 46 442 $, на домашнее хозяйство — в 24 474 $. Доход на душу населения — 17 181 $ в год.